# Nuevo Urecho
Nuevo Urecho är en kommunhuvudort i Mexiko.   Den ligger i kommunen Nuevo Urecho och delstaten Michoacán de Ocampo, i den södra delen av landet, 290 km väster om huvudstaden Mexico City. Nuevo Urecho ligger 765 meter över havet och antalet invånare är 1 325.
Terrängen runt Nuevo Urecho är lite bergig. Runt Nuevo Urecho är det ganska glesbefolkat, med 42 invånare per kvadratkilometer. Närmaste större samhälle är Ario de Rosales, 17,5 km öster om Nuevo Urecho. I omgivningarna runt Nuevo Urecho växer huvudsakligen savannskog.